# John Macionis
John Joseph Macionis (* 27. Mai 1916 in Philadelphia, Pennsylvania; † 16. Februar 2012 in Charlottesville, Virginia) war ein Schwimmer aus den Vereinigten Staaten, der eine olympische Silbermedaille gewann.

## Karriere
1935 war Macionis Meister der Amateur Athletic Union über 440 Yards Freistil, wobei er unter anderem Jack Medica und Ralph Flanagan bezwang. Bei den Olympischen Sommerspielen 1936 in Berlin erreichte die 4-mal-200-Meter-Freistilstaffel mit Ralph Gilman, Charles Hutter, Jack Medica und Paul Wolf den Endlauf in 9:10,4 Minuten und war damit hinter den Japanern die zweitschnellste Staffel der Vorläufe. Im Finale siegten die Japaner vor der US-Staffel, die in der Besetzung Ralph Flanagan, John Macionis, Paul Wolf und Jack Medica 9:03,0 Minuten benötigte. Nach den damals gültigen Regeln erhielten Schwimmer, die nur im Staffelvorlauf eingesetzt wurden, keine Medaille. Über 400 Meter Freistil erreichten Medica und Flanagan das Finale, Macionis verfehlte im Halbfinale den Einzug in den Endlauf um 0,7 Sekunden.
Macionis studierte an der Yale University. Im Zweiten Weltkrieg war er bei der United States Coast Guard, wo er bis zum Lieutenant Commander aufstieg. Nach dem Krieg arbeitete Macionis bei einer Firma der Milchverarbeitung.
Daneben blieb er dem Schwimmsport 50 Jahre als Offizieller und bis ins hohe Alter als Altersklassenschwimmer verbunden.